# 外側地震帯
外側地震帯（がいそくじしんたい）は、千島列島から、日本列島、台湾までの太平洋側海底の地震帯である。環太平洋地震帯の一部。
この地震帯上では宝永4年、安政元年の2回の地震など、多くの地震が起きている。

## 区分
外側地震帯は4区に区分される。
1. 千島列島に沿って太平洋を南西方向に走り、北海道南東部海底を通り、津軽海峡まで。
2. 青森県尻屋崎沖合いから、三陸沖、磐城沖、鹿島灘、房総沖などを経て南下し、伊豆諸島・火山列島に沿い、その東方海底を走る。
3. 相模湾から発し、西方に走り、遠州灘、熊野灘、土佐沖を経て、日向灘まで。
4. 九州南端太平洋海底から発し、琉球列島南方海底を経て台湾まで。